# Thomas Forrester
Thomas Forrester (* 16. Mai 1838 in Glasgow; † 25. März 1907) war ein neuseeländischer Architekt irischer Abstammung. Sein Werk ist besonders mit der Stadt Oamaru verbunden.
Er lernte an der Glasgow School of Art, bevor er 1861 mit seiner Familie nach Neuseeland auswanderte. Dort arbeitete er in Dunedin unter William Mason (1810–1897) und William Henry Clayton (1823–1877) und später unter Robert Arthur Lawson (1833–1902). In dieser Anstellung wurde er nach Oamaru geschickt, um den Bau der Filiale der Bank of Otago zu überwachen. Im Jahr 1865 war er für die Dunedin Exhibition verantwortlich.
Ab 1870 war er für die Überwachung der Bauarbeiten im Hafen von Oamaru zuständig. Er entwarf den Wellenbrecher und die Anleger für den damals bedeutsamen Hafen. Er arbeitete sich vom Inspektor of Works zum Sekretär des Oamaru Harbour Board hoch. 1885 wurde er Ingenieur des Oamaru Harbour Board und blieb es offiziell bis zu seinem Tode. Als solcher gehörten die Reparaturen der Wellenbrecher nach einem Sturm 1886 und die Holmes Wharf zu seinen Arbeiten. Aus Bodenproben, die er vom Meeresboden heraufholen ließ, schloss er, dass ein Ausbaggern des Hafens möglich sei, was die Anlage eines Tiefwasser-Hafens ermöglichte.
Zusammen mit dem Jamaikaner John Lemon (1828–1890) gründete er die Firma Forrester & Lemon, die viele der zum denkmalgeschützten viktorianischen Architekturerbe Oamarus gehörenden Bauwerke errichtete. Forrester war dabei für die architektonische Seite, Lemmon für das Tagesgeschäft und die kaufmännische Seite zuständig.
1882 wurde Forrester erster Kurator des neu gegründeten und in dem von Forrester selbst entworfenen „Athenaeum“ untergebrachten Oamaru Museum, des heutigen North Otago Museum.
Neben der Architektur interessierte er sich für Geologie und Fotografie. Sein Sohn John Megget Forrester übernahm später das Architekturbüro.